# 夏家骏
夏家骏（1938年3月—2021年10月11日），男，土家族，湖南龙山人，生于广西桂林，中国法学家、历史学家，曾任第八届全国人大代表、常委会委员，第九、十届全国政协委员。

## 家庭
父亲夏次叔。